# 欧夫勒维尔-布拉瑟伊
欧夫勒维尔-布拉瑟伊（法語：Auffreville-Brasseuil，法語發音：[ofʁəvil bʁasœj]）是法国中北部法兰西岛大区伊夫林省的一个市镇，属于芒特拉若利区。该市镇于1790-1794年间由欧夫勒维尔（Auffreville）和布拉瑟伊（Brasseuil）合并而成。

## 地理
欧夫勒维尔-布拉瑟伊（48°57'14"N, 1°42'38"E）面积2.37 平方千米，位于法国法蘭西島大區伊夫林省，该省份为法国北部内陆省份，北起瓦兹河谷省，西接厄尔省，西南接厄尔-卢瓦省，东南接埃松省，东临上塞纳省。
与欧夫勒维尔-布拉瑟伊接壤的市镇（或旧市镇、城区）包括：布勒伊-布瓦罗贝尔、马尼昂维尔、芒特城、苏万德尔、韦尔。
欧夫勒维尔-布拉瑟伊的时区为UTC+01:00、UTC+02:00（夏令时）。

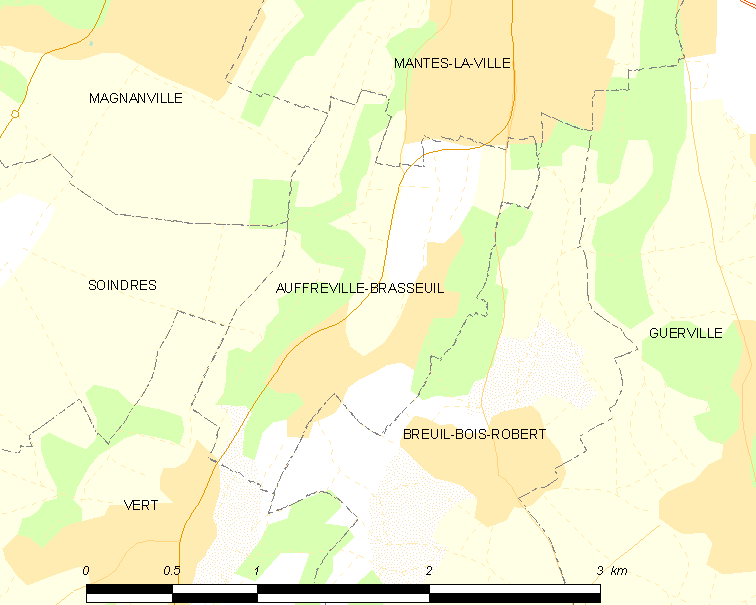
欧夫勒维尔-布拉瑟伊的OSM定位图

## 行政
欧夫勒维尔-布拉瑟伊的邮政编码为78930，INSEE市镇编码为78031。

## 政治
欧夫勒维尔-布拉瑟伊所属的省级选区为塞纳河畔博尼耶尔县。

## 人口

1962-2008年间欧夫勒维尔-布拉瑟伊人口变化图示

欧夫勒维尔-布拉瑟伊于2022年1月1日时的人口数量为669人。